# 디터 푸페
지크문트 디터 푸페(독일어: Siegmund Dieter Puppe IPA: [ˈziːkmʊnt ˈdiːtɐ ˈpʊpə], 1930년 12월 16일 ~ 2005년 8월 13일)는 독일의 수학자이다. 위상수학에 기여하였다.

## 생애
1930년 12월 16일 폴란드 우치의 독일인 가정에서 태어났다. 아버지 지크문트 푸페(독일어: Siegmund Puppe)는 변호사였다. 남동생 폴커 푸페(독일어: Volker Puppe, 1938~) 역시 수학자가 되었으며, 여동생 잉게보르크 푸페(독일어: Ingeborg Puppe, 1941~)는 법학자가 되었다.
1948년~1951년 동안 괴팅겐 대학교에서 수학을 공부하였으며, 1951년부터 하이델베르크 대학교에서 공부하였다. 1954년에 하이델베르크 대학교에서 박사 학위를 수여받았으며, 1957년에 하이델베르크 대학교에서 하빌리타치온을 수여받았으며, 하이델베르크 대학교의 강사(독일어: Dozent)가 되었다.
1960년에 자를란트 대학교(독일어: Universität des Saarlandes)의 교수가 되었다. 1968년에 모교인 하이델베르크 대학교의 교수가 되었다.
1996년에 은퇴하였고 2005년에 사망하였다.

## 저서
- Brinkmann, Hans-Berndt; Puppe, Dieter (1966). 《Kategorien und Funktoren. Nach einer Vorlesung von D. Puppe》. Lecture Notes in Mathematics (독일어) 18. Springer-Verlag. doi:10.1007/BFb0079022. ISBN 978-3-540-03601-2. ISSN 0075-8434.
- Brinkmann, Hans-Berndt; Puppe, Dieter (1969). 《Abelsche und exakte Kategorien, Korrespondenzen》. Lecture Notes in Mathematics (독일어) 96. Springer-Verlag. doi:10.1007/BFb0079036. ISBN 978-3-540-04615-8. ISSN 0075-8434.
- tom Dieck, Tammo; Kamps, Klaus Heiner; Puppe, Dieter (1970). 《Homotopietheorie》. Lecture Notes in Mathematics (독일어) 157. Springer-Verlag. doi:10.1007/BFb0059721. ISBN 978-3-540-05185-5. ISSN 0075-8434.

## 같이 보기
- 푸페 완전열